# Henri Mounès

a Compétitions nationales et continentales officielles uniquement.

b Matchs officiels uniquement.
Henri Mounès, né le 10 février 1907 à Nay et mort le 31 juillet 1990 à Biarritz, est un joueur de rugby à XIII international français et de rugby à XV, évoluant au poste d'arrière.
Mounès est le grand-père de la danseuse Nathalie Michaud.

## Biographie
Origniaire de Nay, Henri Mounès obtient son certificat d'études à Nay en 1920 et commence sa carrière au Stade nayais .
Mounès rejoint ensuite la Section paloise au début de la saison 1926-1927.
Durant la saison suivante, en 1927-1928, la Section remporte le titre de champion de Côte basque, pour la deuxième année consécutive. Première de sa poule de 5 en championnat de France, le club atteint les poules de 4, et les protégés de Gilbert Pierrot se défont du Stade français, de Perpignan et de Lyon puis élimine les champions en titre du Stade toulousain en demi-finale par 3 à 0 après prolongations (1 essai à zéro). 
La Section remporte la finale en battant Quillan par 6 à 4 à Toulouse en mai 1928,.  30 000 spectateurs avaient assistés à la finale.
Ce jour-là le journal local, Le Patriote des Pyrénées, souligne que les « bérets » ont battu les « chapeaux ». L'Indépendant des Basses-Pyrénées évoque un triomphe. 25 000 supporters palois s'étaient rendus au Stade des Ponts-Jumeaux à Toulouse afin de supporter les blancs. Le capitaine emblématique est Albert Cazenave, bien secondé par Georges Caussarieu, David Aguilar, Robert Sarrade, Fernand Taillantou et l'inévitable François Recaborde.
Mounès quitte la Section en 1934, et prend part à la naissance du rugby à XIII en France et sortir de l'amateurisme marron propre au rugby à XV. Henri Mounès rejoint Pau XIII aux côtés d'anciens sectionnistes comme Roger Lanta, Sylvain Claverie ou celui qui deviendra l'emblématique capitaine du titre de 1946, André Rousse. Mounès se forge rapidement une solide réputation.
En 1938, Mounès revient au Rugby à XV et effectue son retour à la Section paloise pendant la Seconde Guerre mondiale.
Henri Mounès décède en 1990 à Biarritz.

## Palmarès

### En tant que joueur de rugby à XV
- Collectif :

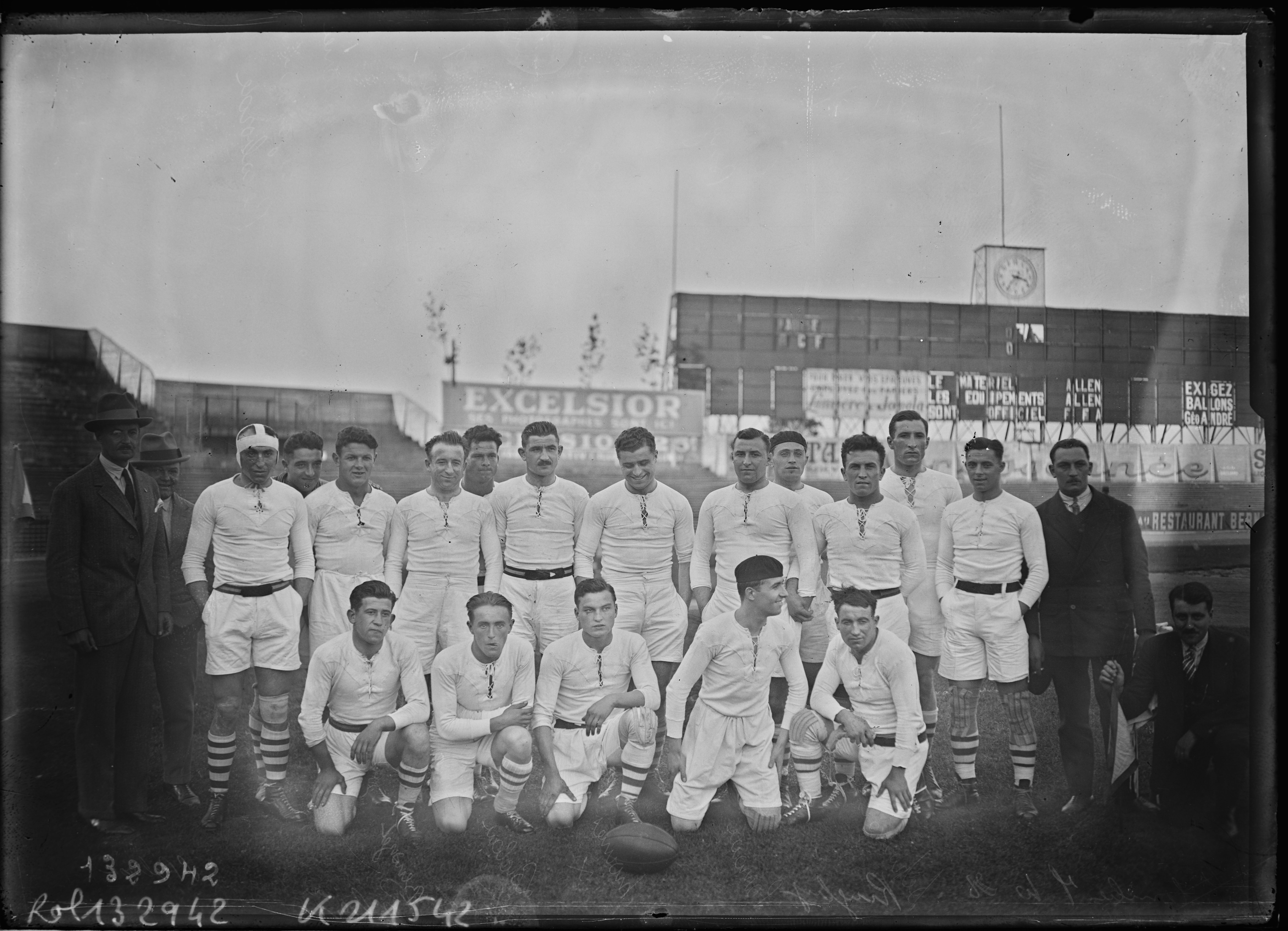
Mounès, 3e assis à gauche, au stade de Colombes avec la Section paloise, le 7-10-1928.

  - Vainqueur du Championnat de France : 1928 (Section paloise).

Natif de Nay, Henri Mounès est connu pour sa carrière au sein de la Section paloise, avec laquelle il est sacré champion de France en 1928.

### En tant que joueur de rugby à XIII
- Collectif :
  - Vainqueur du Championnat de France : 1937 (Bordeaux).

### Détails en sélection
| Matchs internationaux d'Henri Mounès | Matchs internationaux d'Henri Mounès | Matchs internationaux d'Henri Mounès | Matchs internationaux d'Henri Mounès | Matchs internationaux d'Henri Mounès | Matchs internationaux d'Henri Mounès | Matchs internationaux d'Henri Mounès | Matchs internationaux d'Henri Mounès | Matchs internationaux d'Henri Mounès | Matchs internationaux d'Henri Mounès | Matchs internationaux d'Henri Mounès | Matchs internationaux d'Henri Mounès |
|                                      | Date                                 | Adversaire                           | Résultat                             | Compétition                          | Poste                                | Points                               | Essais                               | Pen.                                 | Drops                                |                                      |                                      |
| ------------------------------------ | ------------------------------------ | ------------------------------------ | ------------------------------------ | ------------------------------------ | ------------------------------------ | ------------------------------------ | ------------------------------------ | ------------------------------------ | ------------------------------------ | ------------------------------------ | ------------------------------------ |
| sous les couleurs de la France       |                                      |                                      |                                      |                                      |                                      |                                      |                                      |                                      |                                      |                                      |                                      |
| 1.                                   | 23 novembre 1935                     | Pays de Galles                       | 7-41                                 | Coupe d'Europe                       | Arrière                              | -                                    | -                                    | -                                    | -                                    |                                      |                                      |